# Allmänna sjukhuset AS9
Allmänna sjukhuset AS9 är en byggnad som används av Malmö universitet inom Malmö sjukhusområde tillsammans med Skånes universitetssjukhus (vilket även kallas allmänna sjukhuset). Byggnaden inhyser fakulteten för hälsa och samhälle och är belägen intill Pildammsparken och nära Odontologiska fakultetens byggnad Klerken.